# John Zorn
Pour les articles homonymes, voir Zorn (homonymie).
John Zorn, né le 2 septembre 1953 à New York, est un saxophoniste alto, clarinettiste, producteur et compositeur américain.
Il est l'auteur de nombreuses œuvres explorant une grande variété de genres parmi lesquels le jazz, le death metal, le punk hardcore, la musique classique, le klezmer, la musique de films et de cartoon, ou encore la musique improvisée. Bien que chacune de ses œuvres puisse se rapporter à l'un ou l'autre de ces genres, John Zorn est avant tout un artiste d'avant-garde, remettant en question et repoussant les frontières de l'art pour créer un univers qui lui est propre. La densité de l'œuvre de John Zorn, influente et variée, défie toute classification académique.

## Biographie

### Enfance et jeunesse
John Zorn naît à New York, dans une famille très ouverte sur le plan musical ; il découvre rapidement la musique classique et la world music par sa mère, professeur d'éducation, tandis que son père, coiffeur, l'expose au jazz, à la chanson française et à la musique country ; à travers la collection de disques de son frère aîné il découvre également le doo-wop et le rock 'n' roll des années 1950,. Il apprend très tôt le piano, puis la flûte et la guitare,. Adolescent, il joue de la basse dans un groupe de surf music, commence à composer et s'intéresse aux œuvres de musique contemporaine de compositeurs comme Charles Ives, Karlheinz Stockhausen, Mauricio Kagel, ou encore John Cage. Ce dernier aura une grande influence sur Zorn, en particulier au niveau de l'importance accordée à l'improvisation et aux sonorités aléatoires.
De 1973 à 1974, John Zorn étudie le saxophone et la composition au Webster College de Saint-Louis. Là-bas, il s'intéresse particulièrement au jazz, découvre le Black Artist Group et la scène noire de Chicago avec Wadada Leo Smith et
l'AACM. Il développe une fascination pour Anthony Braxton, particulièrement son album For Alto, qui le pousse vers l'étude du saxophone ; il comptera Oliver Lake parmi ses professeurs,. C'est aussi à Webster qu'il intègre dans son champ musical des éléments venus du free jazz, de l'avant-garde, de la musique expérimentale, de l'art performance, de musique de film et plus particulièrement les musiques de dessins-animés, à travers des compositeurs comme Scott Bradley et Carl W. Stalling ; il choisit d'ailleurs ce dernier comme sujet d'étude au Webster College et intègre des extraits de ses partitions dans ses premiers enregistrements.
Zorn abandonne l'université en 1974, et après un court séjour sur la côte Ouest, il s'installe définitivement à Manhattan en 1975, où il donne des concerts dans son appartement et dans d'autres lieux underground de Lower East Side ; il joue du saxophone, mais aussi d'un grand nombre d'instruments à anche, des appeaux, des bandes magnétiques, entre autres instruments.
Au cours de cette même période il fonde le Theatre of Musical Optics, un espace collaboratif de performance artistique et devient à partir de 1975 un membre majeur de la scène downtown avant-gardiste new-yorkaise en tant que compositeur, musicien, et producteur d'une musique toujours aux confins de tout genre musical déterminé. Dès 1976 il s'intéresse au champ de l'improvisation libre, accompagné de musiciens prestigieux comme Henry Kaiser, Eugene Chadbourne, Fred Frith, Alfred 23 Harth, Arto Lindsay, Anton Fier, David Moss, Christian Marclay, George Lewis, Derek Bailey, Bill Laswell, ou encore Tom Cora.

### Début du succès
La première véritable percée de Zorn (qui est également son premier album paru chez un major) est son album de 1985 The Big Gundown: John Zorn Plays the Music of Ennio Morricone, dans lequel il offre à certains thèmes les plus connus du compositeur italien (La resa dei conti, Il était une fois la révolution, Il était une fois dans l'Ouest, Il était une fois en Amérique) une orchestration radicale et personnelle. L'album a été encensé par Morricone : « C'est un disque qui a de fraîches, bonnes et intelligentes idées. Il s'agit d'une réalisation à un haut niveau, un travail réalisé par un maître aux grandes fantaisie, connaissances et créativité... Beaucoup de gens ont fait des versions de mes morceaux, mais aucun ne l'a fait comme cela ». Les compositions de Morricone vues par Zorn incorporent des éléments de musique traditionnelle japonaise, de soul jazz et d'autres genres musicaux variés. La réédition à l'occasion du quinzième anniversaire de l'album inclut diverses explorations additionnelles de l'œuvre de Morricone.
La composition Godard, commandée en 1985 par Jean Rochard pour le disque 'Godard Ça Vous Chante?' (nato) est un hommage au réalisateur franco-suisse Jean-Luc Godard. Sa technique de jump cut a inspiré l'approche du travail de composition de Zorn. L'année suivante il continue sur cette lancée pour son deuxième album publié sur un major avec Spillane comprenant trois compositions hommages à l'écrivain de romans noirs Mickey Spillane. Le titre éponyme inclut un texte d'Arto Lindsay agrémenté de références sonores à l'univers du film noir. D'autres explorations autour de ce même thème paraîtront en 1998 à destination des radios sous le nom de The Bribe: variations and extensions on Spillane. Godard et Spillane sont sortis en format double single sur le label Tzadik en 1999.

### Interprète de jazz
À partir de 1986, il participe à divers projets centrés sur les compositeurs de jazz, permettant de mettre en avant son jeu de saxophone : Voodoo du Sonny Clark Memorial Quartet (1986), avec Wayne Horvitz, Ray Drummond et Bobby Previte et Spy vs Spy (1989) comprenant des réinterprétations punk hardcore de la musique d'Ornette Coleman avec Zorn et Tim Berne aux saxophones, Mark Dresser à la basse, Joey Baron et Michael Vatcher à la batterie.
Les projets News for Lulu (1988) et More News for Lulu (1992) incluent Zorn, Bill Frisell et George Lewis, rendent hommage à des musiciens peu connus du hard bop, en interprétant des compositions de Kenny Dorham, Sonny Clark, Freddie Redd et Hank Mobley. Il participe à l'enregistrement de deux disques de l'organiste John Patton, Blue Planet Man (1993) et Minor Swing (1995), et contribue aux séries Sax Legends (plus tard rééditées sous le nom de The Colossal Saxophone Sessions) en 1993 avec une version de Devil's Island de Wayne Shorter aux côtés de Lee Konitz, que Zorn a décrit comme « l'un de mes héros de toujours ».
Zorn est souvent considéré comme un musicien de jazz mais sa vision s'étend bien au-delà des étiquettes. Comme il l'affirme « Le terme "jazz", en soi, n'a d'une certaine manière aucun sens. Les musiciens ne pensent pas en termes de boîte. Je sais ce qu'est la musique jazz. Je l'ai étudiée. Je l'aime. Mais lorsque je m'asseois et que je fais de la musique, de nombreuses choses se réunissent. Et quelquefois cela penche un peu vers le côté classique, quelquefois vers le côté jazz, quelquefois cela tombe dans le rock, d'autres fois nulle part, cela flotte simplement dans les limbes. Mais peu importe comment cela penche, c'est toujours un peu freak. Cela n'appartient véritablement à aucun style déterminé. C'est quelque chose d'unique, c'est quelque chose de différent, c'est quelque chose qui vient de mon cœur. Ce n'est pas connecté avec ces traditions. ».

### SérieFilmworks
Zorn a écrit les musiques pour de nombreux documentaires, des films de cinéma underground, des annonces publicitaires télévisées et des dessins animés, que l'on retrouve sur la série d'albums Filmworks sortis sur le label Tzadik. Certaines de ces bandes originales sont influencées par le jazz, d'autres par la musique classique, et la plupart incluent des formations tournantes constituées de musiciens issus de la scène downtown. Zorn a souvent profité de ses travaux dans le champ du cinéma ou de la télévision pour expérimenter de nouveaux ensembles et des formes qu'il intégrerait plus tard dans ses canons musicaux.
Selon lui, « Après la sortie de mon disque The Big Gundown j'étais convaincu que beaucoup de travaux sur des bandes originales allaient faire partie de mes travaux futurs». Si la réception de son travail à Hollywood fut mitigée, il attira cependant l'attention de nombreux réalisateurs indépendants.
Le premier réalisateur à lui confier une bande originale fut Rob Schwebber pour le court métrage de 1986 White And Lazy, suivi de Heila McLaughlin pour She Must Be Seeing Things (1986). En 1990, il compose la bande originale pour The Golden Boat de Raul Ruiz. Toutes ces bandes-originales, ainsi qu'une interprétation de 64 secondes du thème de Le Bon, la Brute et le Truand avec les futurs membres de Naked City, sont rassemblées sur l'album Filmworks 1986-1990, premier d'une longue série.
Le second Filmworks publié par Zorn est Filmworks II: Music for an Untitled Film by Walter Hill (Musique pour un film sans titre de Walter Hill) composé pour Effraction (Trespass, 1992), mais qui fut finalement remplacé par des compositions de Ry Cooder. Filmworks III: 1990-1995, sorti en 1997, inclut les premiers enregistrements de la formation Masada pour le Thieves Quartet (1993) de Joe Chappelle, ainsi que des premières ébauches pour le projet Cynical Hysterie Hour, des duos avec Marc Ribot figurant dans Hollywood Hotel de Mei-Juin Chen (1994) et des annonces publicitaires télévisées pour la firme Weiden and Kennedy, dont une fut dirigée par Jean-Luc Godard, influence de longue date de Zorn. Filmworks IV: S&M + More (1997) et Filmworks V: Tears of Ecstasy rassemblent des musiques écrites pour des films en rapport avec le BDSM. Filmworks VI: 1996 contient les bandes originales de trois films underground produits en 1996 : Anton, Mailman de Dina Waxman, Mechanics Of The Brain de Henry Hills et The Black Glove de Maria Beatty.
Filmworks VII: Cynical Hysterie Hour contient des rééditions de thèmes réalisés par Zorn pour un dessin-animé japonais qui n'avait été disponible auparavant qu'en édition limitée au Japon. Zorn a racheté les droits de ces enregistrements en donnant un concert à la Knitting Factory au bénéfice des cadres de Sony. Filmworks VIII: 1997 contient la musique du documentaire Port Of Last Resort (1998), qui traite de l'expérience des réfugiés juifs qui ont fui à Shanghai peu avant la Seconde Guerre mondiale, ainsi que la bande originale du film underground Latin Boys Go To Hell (1997),.
Il faut attendre l'an 2000 pour voir apparaître la bande suivante avec Filmworks IX: Trembling Before G-d, pour le film de Sandi Simcha DuBowski, qui traite de juifs orthodoxes gays et lesbiens essayant de concilier leurs sexualité et leur foi. L'année suivante, Filmworks X: In the Mirror of Maya Deren|Filmworks X: In the Mirror of Maya Deren réunit la musique composée pour un documentaire sur la vie et l'œuvre de la réalisatrice underground Maya Deren.
2002 est une année prolifique de collaboration de Zorn avec le monde du cinéma. Sur Filmworks XI: Secret Lives le Masada String Trio joue pour le documentaire d'Aviva Slesin sur les enfants juifs mis à l'abri des nazis. Filmworks XII: Three Documentaries rassemble la musique de trois documentaires : Homecoming: Celebrating Twenty Years of Dance at PS 122, Shaolin Ulysses, un film sur les moines shaolin ainsi que des variations sur le thème de Family Found, un documentaire sur l'artiste outsider Morton Bartlett,,. La même année sort Filmworks XIII: Invitation to a Suicide, composé pour une comédie sombre, sur un homme qui vend des billets pour son propre suicide afin de sauver la vie de son père.
Filmworks XIV: Hiding and Seeking (2003) est la bande originale d'un documentaire traitant d'un père juif orthodoxe qui essaie d'alerter ses fils du danger de créer des barrières communautaires avec ceux d'une autre confession.
En 2005 sortent Filmworks XV: Protocols of Zion, toujours pour un documentaire, cette fois consacré à la résurgence de l'antisémitisme aux États-Unis après les attentats du 11 septembre 2001 et Filmworks XVI: Workingman's Death, qui traite d'emplois précaires en Ukraine, Indonésie, Nigeria, Pakistan et en Chine.
L'année suivante Filmworks XVII: Notes on Marie Menken/Ray Bandar: A Life with Skulls contient la musique d'un documentaire de Martina Kudlacek consacré à Marie Menken et d'un portait de Ray Bandar par Beth Cataldo, tandis que Filmworks XVIII: The Treatment contient celle d'une comédie romantique d'Oren Rudavsky basée sur le tango d'Astor Piazzolla.
En 2008, Zorn publie 4 volumes de la série : Filmworks XIX: The Rain Horse pour un court métrage d'animation destiné aux enfants, du réalisateur russe Dimitri Gellar; Filmworks XX: Sholem Aleichem pour le documentaire de Joe Dorman consacré à Sholem Aleichem; Filmworks XXI: Belle de Nature/The New Rijksmuseum, qui comporte la musique de deux films : Belle de nature, de Maria Beatty, et The New Rijksmuseum, documentaire de Oeke Hoogendijk sur la rénovation du Rijksmuseum; et en juillet, il compose Filmworks XXII, pour un court métrage réalisé par Arno Bouchard, The Last Supper.
En 2009, paraît le Filmworks XXIII: el General, pour un documentaire de Natalia Almada sur le dictateur mexicain Plutarco Elias Calles. En 2010, c'est le Filmworks XXIV: The Nobel Prizewinner pour le film de Timo Veltkamp, De Nobelprijswinnaar (2010).
Il faut attendre 2013 pour voir un nouveau volume de la série, le Filmworks XXV: City Of Slaughter/Schmatta/Beyond The Infinite, composé de trois ensembles de pièces pour piano solo. Le premier, City of Slaughter, composé pour une installation vidéo au Musée de l'histoire juive de Moscou, est joué par Omri Mor. Le second, Schmatta, est improvisé par John Zorn pour un documentaire de Marc Levin. Rob Burger clos l'enregistrement avec une reprise de la pièce Beyond The Infinite que l'on trouve sur l'album The Goddess-Music for the Ancient of Days. Dans les notes de pochettes, John Zorn indique que ce volume pourrait être le dernier de la série des Filmworks.

### Hardcore
En 1988 Zorn fonde Naked City, un « espace de travail de composition » visant à tester les limitations du format habituel d'un groupe de rock. Avec Zorn au saxophone, Bill Frisell (guitare), Fred Frith (basse), Wayne Horvitz (claviers), Joey Baron (batterie) et occasionnellement les voix de Yamatsuka Eye, Bob Dorough, puis plus tard de Mike Patton, Naked City montre l'intérêt de Zorn pour des groupes de hardcore tels Agnostic Front et Napalm Death, en intégrant des influences variées et des formes de compositions originales, et à travers de nombreuses reprises.
Nommée d'après un livre de photographies en noir et blanc de Weegee, la formation expérimente un mélange agressif de jazz, rock, blues, country et thrash metal, plus tard agrémenté de musique classique et d'ambient, ouvrant la voie à des compositions plus courtes qu'à l'accoutumée. Le groupe publiera 7 albums au cours de ses quatre années d'activité (il se reformera brièvement pour une tournée en Europe en 2003) ; ils seront suivis de deux compilations et d'un live à la Knitting Factory.
En 1991 Zorn fonde Painkiller avec Bill Laswell à la basse et Mick Harris à la batterie. Les deux premiers disques publiés, Guts of a Virgin en 1991 et Buried Secrets en 1992, incluent eux aussi des morceaux très courts inspirés du grindcore et du free jazz. Le premier live, Rituals: Live in Japan, sorti sur le label japonais Toys Factory en 1993, est suivi d'un double album Execution Ground (1994), qui comprend des morceaux globalement plus longs et où l'on note des influences venues du dub et de l'ambient. Un second album en concert, Talisman: Live in Nagoya sort en 2002 ; le groupe est également à l'affiche du 50th Birthday Celebration Volume 12 (qui célèbre les 50 ans de Zorn) sorti en 2005 avec Mike Patton au chant et Hamid Drake à la batterie en remplacement de Harris.
Les deux groupes attirent l'attention dans le monde entier, en particulier au Japon (Zorn s'est d'ailleurs installé pour une durée de trois mois à Tokyo). Zorn a collaboré avec de nombreux artistes japanoise, dont Merzbow (pour Sphere notamment), Yoshihide Ōtomo, Melt-Banana, Ruins sans compter les fréquentes collaborations avec Yamatsuka Eye, leader de Boredoms. Nombre de ces groupes ont depuis sorti des albums sur Tzadik Records et se rendent régulièrement à New York pour jouer.

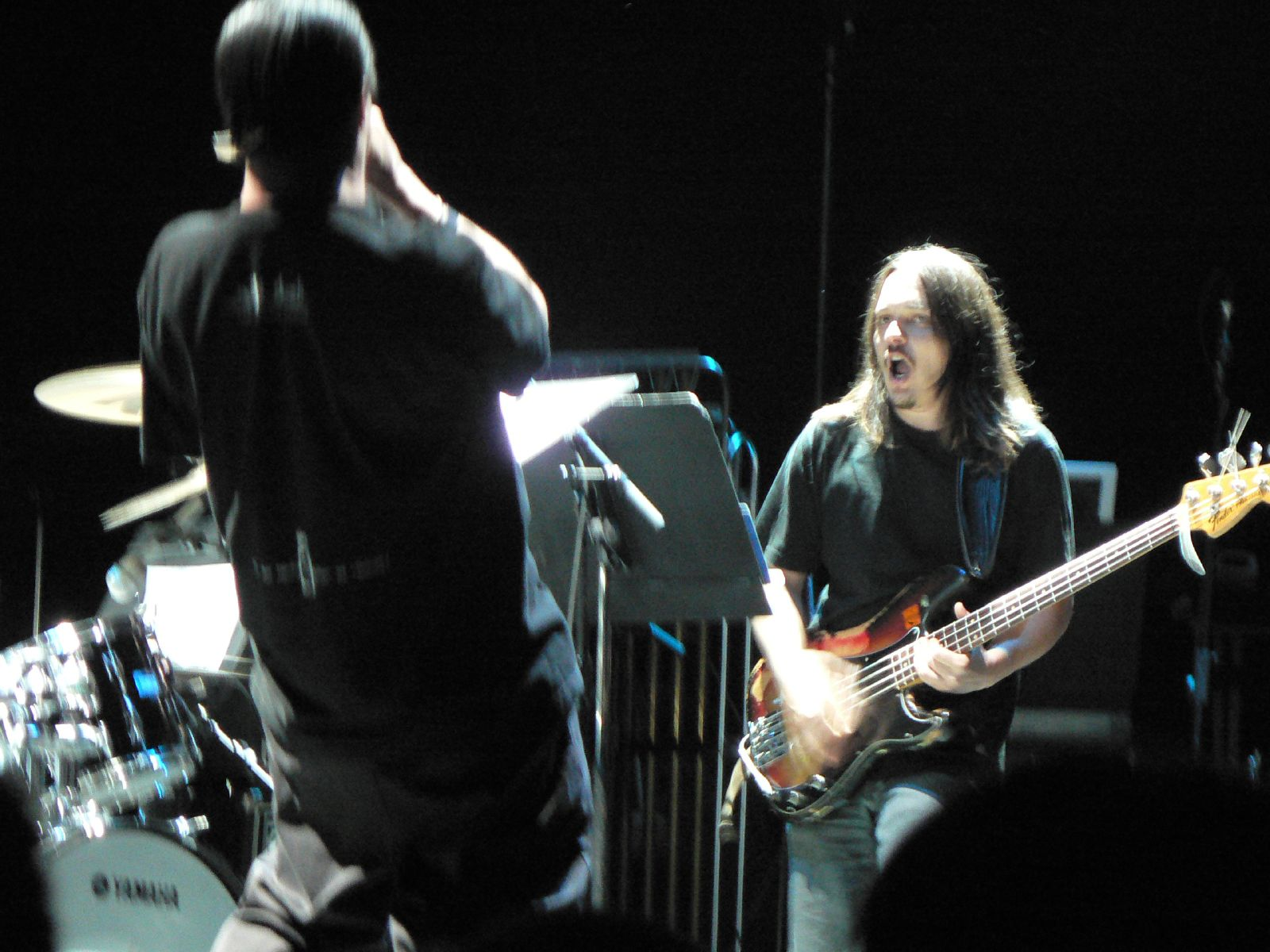
Moonchild en concert au Barbican de Londres.

Les deux groupes sont sévèrement critiqués pour certaines pochettes d'albums conflictuelles. Celle de l'album éponyme de Naked City est un cliché de Weegee intitulé Corpse with Revolver C.A. 1940 représentant un homme abattu au sol en pleine rue à la suite d'un règlement de comptes, tout comme celle de l'album live paru en 2002. Zorn quitte Nonesuch Records après la réaction hostile du label à l'artwork de l'album Grand Guignol ; les autres albums sortiront sur le label japonais Avant. Le comité contre la violence anti-asiatique proteste car il estime que les images utilisées sur les albums Torture Garden et Leng Tch'e étaient dégradantes pour les Asiatiques. Afin d'éviter les problèmes, Zorn retire les albums originaux de la vente et les éditions suivantes sont un coffret rassemblant les deux albums accompagné d'un nouvel artwork limité au titre Black Box (boîte noire). Le maxi Guts of a Virgin de Painkiller est interdit au Royaume-Uni pour obscénités après que des clients s'emparent des premières livraisons et les détruisent. La pochette originelle de Execution Ground présente elle aussi la photo d'un lynchage, mais est censurée. Zorn republie plus tard les albums de Naked City et Painkiller en coffret avec l'artwork originel après la formation de son propre label.
En 2002 Zorn enregistre l'album Hemophiliac avec Mike Patton et Ikue Mori, avec lequel il poursuit son travail dans le champ de l'improvisation hardcore. La première publication du trio est un double CD signé par les musiciens, en édition limitée de 2 500 copies, vite devenu un collector avidement recherché. Un live enregistré par le trio fera également partie du Zorn's 50th Birthday Celebration Series.
En 2006, Zorn forme un nouveau trio hardcore (voix/basse/batterie) avec Mike Patton, Trevor Dunn et Joey Baron, rapidement connu sous le nom de Moonchild Trio. Deux albums sortent cette même année : Moonchild: Songs Without Words et Astronome. Six Litanies for Heliogabalus, un troisième album avec le trio mais également avec Zorn, Ikue Mori, Jamie Saft et un chœur est publié en 2007. Fin 2008, paraît le 4e volume du projet Moonchild, The Crucible, avec le trio original auquel se joint John Zorn, et une apparition remarquée de Marc Ribot sur un titre. Suit Ipsissimus, en 2010, avec les mêmes musiciens (Patton, Dunn, Baron, Ribot et Zorn), puis Templars – In Sacred Blood en 2012, avec le trio original augmenté de John Medeski, un album qui a la particularité de comporter des paroles, écrites par John Zorn. En 2014, paraît The Last Judgment, avec le même personnel que sur le précédent cd. Cet album clôt la série Moonchild.
2015 voit l'apparition d'un nouveau projet qui fait la part belle au métal : Simulacrum, un trio composé de John Medeski à l'orgue, Matt Hollenberg à la guitare et Kenny Grohowski à la batterie. En l'espace d'un an, quatre albums de ce groupe ont été publiés : Simulacrum, The True Discoveries of Witches and Demons (sur lequel le trio est augmenté de Marc Ribot, à la guitare, et de Trevor Dunn, à la basse), Inferno et The Painted Bird (avec Kenny Wollesen au vibraphone). La musique du trio se définit comme un mélange de métal, de jazz, de minimalisme, d'atonalité, de noise.

### Masada

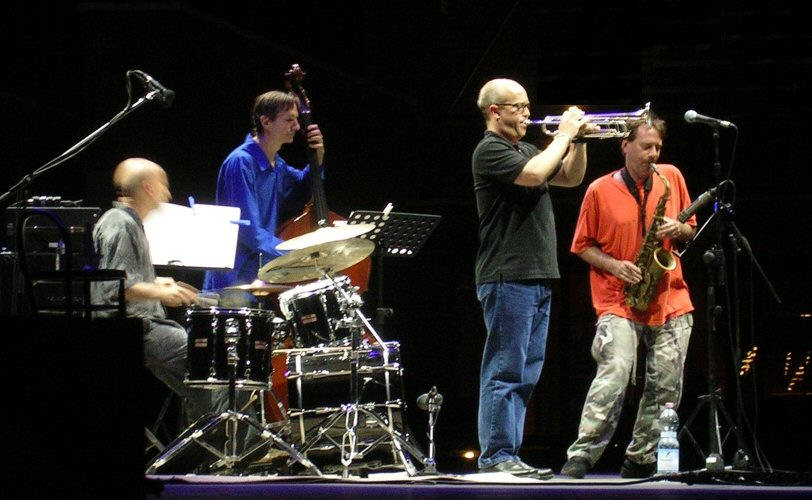
Masada (de gauche à droite) : Joey Baron, Greg Cohen, Dave Douglas, John Zorn.

En novembre 1992, John Zorn enregistre Kristallnacht, premier travail contenant des références explicites à la culture juive radicale ; il se compose d'une suite de sept compositions inspirée par les événements de la nuit de Cristal survenue en 1938, où des Juifs furent les victimes de violences en Allemagne et en Autriche. Cette expérience amena Zorn à poursuivre plus avant l'exploration de son héritage juif en appuyant certaines compositions sur des styles de musique juive traditionnelle,. Il s'assigne ensuite la tâche d'écrire 100 compositions en un an, en incorporant des styles klezmer à sa palette musicale déjà fort étendue. En trois ans le nombre de compositions s'élève déjà à 200, pour donner lieu à ce qui est connu sous le nom du premier Masada book (« Livre Masada », en allusion au site de Massada).
Les premiers disques incluant ces compositions sont dix albums de Masada publiés à partir de 1994 sur le label japonais DIW. Masada (plus tard désigné sous le nom d'acoustic Masada) est un quartette inspiré par le jazz d'Ornette Coleman, et les échelles musicales et rythmes séfarades, avec Zorn au saxophone alto, Joey Baron à la batterie, Dave Douglas à la trompette et Greg Cohen à la contrebasse. Les premiers albums de Masada sont nommés d'après les dix premières lettres de l'alphabet hébreu : Alef, Beit, Gimel, Dalet, Hei, Vav, Zayin, Het, Tet et Yod ; les titres de certains morceaux sont également en hébreu.
Plus tard sortent différentes performances enregistrées par la formation en concert : Live in Jerusalem (1994), Live in Taipei (1995), Live in Middleheim (1999), Live in Sevilla (2000), First Live (enregistré en 1993 à la Knitting Factory new-yorkaise) et Live at Tonic (2001, également édité en DVD), suivies en 2005 d'un double CD d'enregistrements studios inédits, Sanhedrin 1994-1997.
En mars 2007 le quartette Masada joue au Lincoln Center for the Performing Arts à l'occasion de ce qui est annoncé comme leurs derniers concerts. Cependant, le Masada quartet reprendra du service, et on le verra notamment en tournée en Amérique du Sud en 2012, et lors des célébrations des 60 ans de John Zorn, en 2013, notamment à San Sebastian en juillet et à Paris en septembre.
Le Masada Book I a été interprété par de nombreux ensembles et musiciens. Le Masada String Trio, composé de Greg Cohen (contrebasse), Mark Feldman (violon) et Erik Friedlander (violoncelle) joue et enregistre fréquemment des morceaux de Zorn composés pour Masada. Cette formation, complétée par Marc Ribot (guitare), Cyro Baptista (percussions) et Joey Baron (batterie), joue également sous le nom de « Bar Kohkba Sextet ». Electric Masada, la configuration la plus courante de Masada, inclut Zorn, Baptista, Baron et Ribot, accompagnés de Trevor Dunn (basse), Ikue Mori (machines électroniques), Jamie Saft (claviers) et Kenny Wollesen (batterie). À partir de 2003, Zorn commence à éditer les Tenth Anniversary Series pour célébrer le dixième anniversaire de la formation. La série comprend cinq albums de thèmes de Masada, notamment Masada Guitars par Marc Ribot, Bill Frisell et Tim Sparks, Masada Recital par Mark Feldman et Sylvie Courvoisier, Masada Rock par Rashanim, ainsi que deux albums réalisés avec divers artistes, Voices in the Wilderness et The Unknown Masada.
En 2004 Zorn commence à composer le second Masada Book, The Book of Angels, qui ajoute 300 nouvelles compositions, et donnera lieu à de nouveaux albums réalisés avec des formations variées. Les titres des compositions de ce deuxième livre sont inspirées de la démonologie et de la mythologie biblique. Fin 2015, cette série comportait 26 volumes. Chacun a été enregistré par un groupe ou un musicien différent (à l’exception du Masada String Trio et de Mycale qui ont enregistré chacun 2 volumes). Les musiciens sont des habitués de l’univers de John Zorn, ils ont déjà enregistré avec lui (Jamie Saft, Mark Feldman, Erik Friedlander, Marc Ribot, Cyro Baptista, David Krakauer), ont déjà joué ses œuvres (Crakow Klezmer Band, Bar Kokhba Sextet, The Dreamers) ou sont des proches (Ben Goldberg, Uri Caine, John Medeski, Trey Spruance, de Secret Chiefs 3) pour la plupart. Exceptions notables : le volume 12 avec Joe Lovano, et surtout le volume 20 joué par Pat Metheny. Deux de ces groupes ont été créés pour l’occasion : Mycale (volumes 13 et 25) et Abraxas (volume 19).
En 2009, John Zorn compose un troisième recueil de pièces, le Masada Book III - The Book Beriah, qui comprend 92 pièces. Ce n'est qu'en 2014, le 19 mars, que ces pièces sont jouées pour la première fois[réf. souhaitée]. Comme pour le recueil précédent, les pièces sont jouées par des groupes différents. Certains sont des familiers de l'univers de Zorn (Cyro Baptista, Feldman/Courvoisier, Secret Chiefs 3); d'autres sont des nouveaux venus (Cleric, Gyan Riley, Fieldwork).  

## Le compositeur
Les compositions de John Zorn sont généralement caractérisées par des collages et juxtapositions de courts blocs de musique disparates. Zorn y voit l'influence d'Igor Stravinsky et Charles Ives, mais aussi de New York, et de son rythme de vie trépidant. Ses compositions Spillane et Godard en sont de bons exemples, faites de juxtapositions d'ambiances et d'éléments musicaux très différents: blues, textes en chinois ou japonais, éléments bruitistes, extraits de films ou de chansons, quatuor à cordes, trio de jazz, etc., créant un effet de zapping accéléré. Zorn conçoit plutôt ses compositions comme un montage cinématographique, collage de différents blocs, qui pose plus de questions qu'il n'en résout, et demandant de l'attention à l'auditeur.

### Composition par fiches
Zorn compose certaines de ses œuvres de manière essentiellement visuelle, selon une méthode qu'il qualifie de file-card compositions (littéralement des « compositions fiches » ), une méthode permettant de combiner composition et improvisation dans laquelle il note sur des petites fiches ce qu'il souhaite ou imagine, le morceau naissant d'un agencement qui sera fixé ultérieurement (et pourra être indéfiniment remanié),. Des exemples de fiches sont : « pluie et éclair », « tambour chinois et flûtes », « oiseaux dans les arbres ».
La méthode « fiche » de Zorn consistant à organiser des ensembles sonores dans une structure globale était étroitement liée aux choix des musiciens, à leur interprétation personnelle de ce qui était indiqué sur la fiche et à leur relation avec Zorn. « Je ne vais pas m'asseoir dans une tour d'ivoire et refiler mes partitions aux interprètes » a-t-il déclaré, « Je dois être là avec eux, et c'est pour cela que j'ai commencé à jouer du saxophone, de manière à pouvoir rencontrer des musiciens. J'ai toujours la sensation que je dois gagner la confiance des musiciens avant qu'ils puissent jouer ma musique. À la fin de la journée, je veux qu'ils disent : c'était cool - c'était un sacré boulot, et l'une des choses les plus dures que j'ai jamais faite, mais le jeu en valait la chandelle ».

### Les Games Pieces
Parmi ses premières compositions, plusieurs de ses game pieces sont particulièrement importantes. Game pieces est un terme forgé par Zorn lui-même et Christian Wolff, qui désigne un certain type de musique expérimentale où seules certaines règles de structure de la pièce sont connues, aucun contenu musical n'est défini, les musiciens improvisent librement, mais en suivant certaines règles, un peu comme dans le cas des sports collectifs, sports qui donnent souvent leurs noms aux pieces, par exemple Baseball (1976), Lacrosse (1976), Dominoes (1977), Curling (1977), Golf (1977), Hockey (1978), Cricket (1978), Fencing (1978), Pool (1979) et Archery (1979), enregistré au studio de Martin Bisi. Cependant, il n'y a aucun rapport direct entre les règles de ces sports et celles qui régissent les pièces.
Les règles d'un Game Piece sont définies par un jeu de 18 cartes, qui codifient les relations entre les musiciens. Un exemple de carte est : Les gens qui jouent actuellement s'arrêtent, ceux qui ne jouaient pas peuvent désormais jouer s'ils le souhaitent. Lors de l'exécution d'un Game Piece, les musiciens choisissent eux-mêmes quelles cartes ils veulent jouer, en faisant un signe à Zorn, qui répercute alors sur l'ensemble du groupe le choix en montrant la nouvelle carte, et donc les nouvelles règles. Ce fonctionnement par bloc et par système de cartes est un moyen de créer et de détruire des structures et relations entre les musiciens, qui permet aux musiciens d'exprimer leur personnalité musicale dans leur langage propre, tout en s'exprimant dans une structure typique de John Zorn. Son game piece le plus célèbre est Cobra (1984), édité pour la première fois en 1987, de nouveau enregistré dans des versions ultérieures en 1994 et 1995 et très fréquemment joué en concert,,. Zorn traite de son histoire et de la philosophie musicale qui se cache derrière son œuvre dans le livre Talking Music de William Duckworth.
Les premiers enregistrements en solo de Zorn, au saxophone (et à l'appeau) sont dans un premier temps publiés en deux volumes sous le nom de The Classic Guide to Strategy en 1983 et 1986 sur le label Lumina. D'autres travaux de jeunesse réalisés avec des petits ensembles d'improvisation sont rassemblés sur l'album Locus (1983), qui comprend des improvisateurs comme Christian Marclay, Arto Lindsay, Wayne Horvitz, Ikue Mori et Anton Fier. Ganryu Island inclut une série de duos de Zorn avec Satoh Michihiro au shamisen, sorti en édition limitée sur le label Yukon en 1984. Zorn a plus tard réédité tous ces enregistrements en CD sur son label Tzadik Records, les rendant plus accessibles que les pressages vinyles originaux.

### Compositeur de musique classique
John Zorn a également à son actif un répertoire varié d'œuvres écrites pour musique de chambre et d'orchestre. En effet, tandis que son intérêt pour la formation Naked City diminue, il commence à s'intéresser de nouveau à la musique classique et à composer les suites Elegy (1992, dédiée à Jean Genet) et Kristallnacht (1993), toutes deux élaborées pour un ensemble de chambre de cordes, percussions et instruments électroniques.

En 1988, il déclare : 

« Quelquefois j'ai l'impression que simplement les gens ne me voient pas comme un compositeur, mais c'est pourtant bien ce que j'ai toujours été depuis l'âge de huit ans... Je me suis toujours considéré comme un compositeur, mais le monde a eu du mal à me considérer comme tel parce qu'une bonne partie de ce que je compose est controversé. »

La création du label Tzadik Records lui permet de publier de nombreuses compositions qu'il avait écrites au cours des décennies précédentes pour des formations classiques, à commencer par Christabel (pour cinq flûtes), écrit en 1972 et publié pour la première fois en 1998 sur l'album Angelus Novus. Rebird (contenant de nouvelles compositions pour grosse caisse et un quartette harpe/violon alto/violoncelle/percussion inspirées par Agnès Martin) et The Book of Heads (35 études pour guitare solo écrites en 1978 pour Eugene Chadbourne et exécutées par Marc Ribot) furent publiés en 1995 dans le cadre de la Tzadiks Composer Series. Selon Zorn, c'est la composition en 1998 de son morceau Cat O' Nine Tails pour quatuor à cordes, commandé et à l'origine publié par le Kronos Quartet, qui est à l'origine de son renouveau d'intérêt pour la composition classique. Le morceau sera inclus sur String Quartets (1999) et Cartoon/S&M (2000), aux côtés de variations sur Kol Nidre, inspiré par la prière juive de même nom. Duras: Duchamp (1997) se compose de deux compositions hommages : la première, dédiée à Marguerite Duras, se compose de quatre mouvements pour une durée d'environ trente quatre minutes est inspirée par Olivier Messiaen tandis que la deuxième, 69 Paroxyms for Marcel Duchamp dure une trentaine de minutes. Aporias: Requia for Piano and Orchestra (1998) est la première publication de Zorn pour orchestre complet avec le pianiste Stephen Drury, le Hungarian Radio Children's Choir et l'American Composers Orchestra dirigé par Dennis Russell Davies.
Songs from the Hermetic Theatre (2001) inclut quatre compositions expérimentales : American Magus, le premier morceau de musique électronique de Zorn dédié à Harry Smith, BeuysBlock, une méditation sur l'œuvre de Joseph Beuys, In the Very Eye of Night, un hommage à Maya Deren et The Nerve Net, premier morceau de Zorn de musique composée sur ordinateur. Madness, Love and Mysticism (2001) contient Le Mômo, inspiré par Antonin Artaud, joué par Stephen Drury (piano) et Jennifer Choi (violon), Untitled un solo de violoncelle pour Joseph Cornell dédié à Joseph Cornell et Amour Fou avec le trio. L'album Chimeras de 2003 est inspiré par la composition atonale d'Arnold Schoenberg, Pierrot lunaire.
Plusieurs compositions classiques ultérieures de Zorn s'insprirent du mysticisme et en particulier de l'œuvre d'Aleister Crowley. L'album Magick (2004) inclut le Crowley Quartet sur les morceaux Necronomicon: for string quartet et Sortilège, écrit pour deux clarinettes basses. En 2005, Mysterium comprend Orphée jouée par un sextuor de flûte, alto, harpe, clavecin et instruments électroniques, Frammenti Del Sappho pour chœur féminin et Wulpurgisnacht pour trio de cordes. La même année Rituals consiste en cinq mouvements d'opéra pour mezzo soprano et dix instruments composés par Zorn pour le festival de Bayreuth de 1998. From Silence to Sorcery (2007) comprend trois compositions : Goetia, huit variations pour violon solo joué par Jennifer Choi, Gris-Gris, composition pour trente tambours accordés jouée par William Winant et Shibboleth, hommage à Paul Celan écrit pour clavicorde, cordes et percussion.
En 2010, après 3 ans sans sortie d’album de musique de concert, paraît What Thou Wilt qui comprend 3 pièces : Contes De Fées (1999) concerto pour violon, .˙. (fay çe que vouldras) (2005) pour piano solo, 777 (nothing is true, everything is permitted) (2007), pour trio de violoncelles. En 2012, Music and its Double propose également 3 pièces : A Rebours (2010), concerto pour violoncelle; Ceremonial Magic (2011), un duo violon-piano; La Machine de l'Être (1999) opéra en un acte pour soprano et orchestre inspiré des dessins d'Antonin Artaud. La même année, l’album Rimbaud, inspiré par Arthur Rimbaud, contient 2 pièces (sur les 4) de musique de chambre : Bateau ivre, joué par le Tale Ensemble, et Illuminations, pièce pour trio dont la partie de piano est écrite et l’accompagnement basse/batterie improvisé.
2013 est une année fructueuse avec 3 parutions : Lemma, qui propose 3 pièces pour violon solo (Passagen et Ceremonial Magic) ou duo de violons (Apophthegms); On The Torment Of Saints, The Casting Of Spells And The Evocation Of Spirits, propose 3 pièces, datées de 2012 : The Tempest, drame shakespearien pour trio (flute-clarinette-percussion); All Hallows’ Eve, pièce en trois mouvements pour trio à cordes; The Temptation of St. Anthony, mini concerto pour piano; enfin Shir Hashirim qui présente la version zornienne du Cantique des cantiques.
Les œuvres pour orchestre de Zorn ont été jouées à travers le monde et par des ensembles aussi prestigieux que le New York Philharmonic et le Brooklyn Philharmonic.

### Œuvres mystiques
On trouve des références au mysticisme et à la magie dans le titre des œuvres de John Zorn dès la fin des années 1990, (par exemple sur IAO, ou sur certains titres de sa musique de concert, Magick, Rituals). Le projet Moonchild, à partir de 2006, est dédié en partie à Aleister Crowley. Mais c’est surtout à partir de 2010 et In Search Of The Miraculous que la veine mystique/ésotérique, l’inspiration puisée dans la magie, les mythes, les légendes, les mystères, vont s’exprimer dans une série d’albums qui ont en commun une plus grande accessibilité au niveau musical et une importance plus grande accordée à la mélodie. À la suite de In Search of the Miraculous, viendront The Goddess-Music for the Ancient of Days (2010), At the Gates of Paradise (2011), A Vision in Blakelight (2012), The Concealed (2012) ainsi que trois albums joués par le Gnostic Trio composé de Bill Frisell, Carol Emanuel et Kenny Wollesen : The Gnostic Preludes (2012), The Mysteries (2013) et In Lambeth - Visions From the Walled Garden of William Blake (2013). Composé selon la méthode des file cards, Mount Analogue (2012), inspiré des écrits de René Daumal, est joué par le groupe Banquet of the Spirits de Cyro Baptista.

## Styles et influences

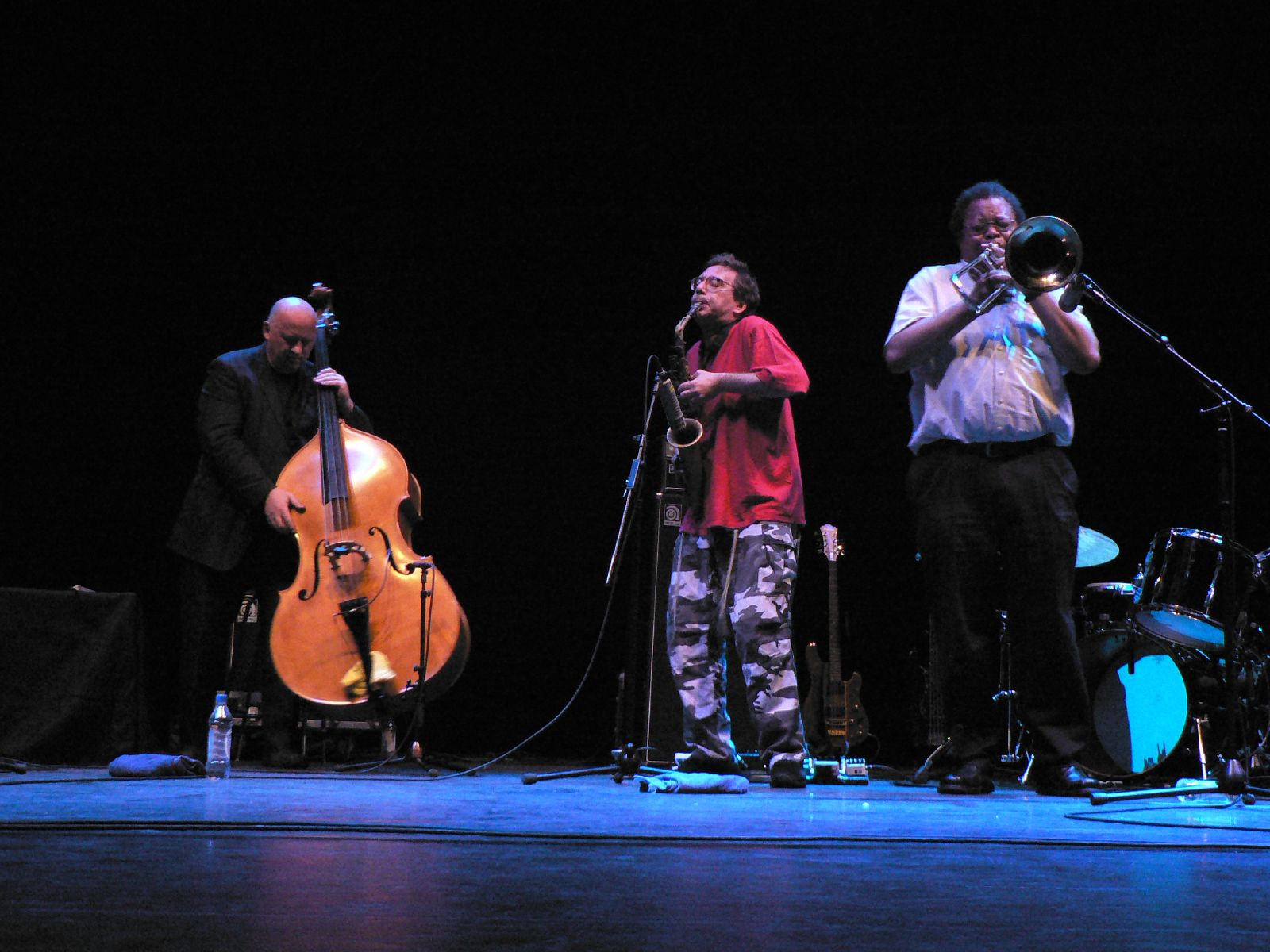
Concert au Barbican en hommage à Derek Bailey, avec Gavin Bryars à la contrebasse et George Lewis au trombone.

Selon Philippe Carles, « Par une sorte de surenchère post-free, hyperfree [...], la « carrière » de John Zorn apparaît comme un formidable collage cagien. ». Figure majeure de la scène Downtown new-yorkaise depuis près de trente ans, Zorn a travaillé avec un très large éventail de musiciens dans divers formats compositionnels : Jennifer Charles (de Elysian Fields), Bill Frisell, Ikue Mori, Yuji Takahashi, Bill Laswell, Haino Keiji, Yamatsuka Eye, René Lussier, William Winant, Marc Ribot, Mick Harris, Yoshida Tatsuya, Trevor Dunn, Greg Cohen, Joey Baron, Tim Sparks, Anthony Coleman. 
John Zorn fait partie d'une certaine tradition américaine de non-conformisme, aux côtés de Charles Ives, Harry Partch, ou Ornette Coleman. Son travail peut aussi se voir comme une extension des travaux de John Cage, malgré la forte critique de la musique de Cage par Zorn. En particulier le refus de Cage de considérer une différence entre musique et bruit, et la qualité délibérément aléatoire des compositions peuvent être vues comme étant des éléments précurseurs du style de Zorn. Aux influences déjà citées on pourrait ajouter Elliott Carter, Edgard Varèse, Igor Stravinsky, Alban Berg et les compositeurs de films Bernard Herrmann, Ennio Morricone et les musiques de dessins animés de Carl W. Stalling.
Les compositeurs minimalistes La Monte Young, Steve Reich, Philip Glass ont aussi été une inspiration pour Zorn, en particulier dans les années 1970, lorsque les œuvres des compositeurs n'étaient jouées que dans des galeries d'art. Il admire particulièrement le sens de l'orchestration de John Adams, ainsi que les compositions de Scott Lindroth et Henry Threadgill.
Zorn est aussi influencé par le théâtre, les films, la littérature et l'art d'avant-garde. En particulier, Zorn est fasciné par le cinéma japonais. Le décès de Yūjirō Ishihara, qui compte parmi ses acteurs favori, lui a inspiré la pièce pour quatuor à cordes Forbidden Fruit, créée par le Kronos Quartet. Pour ce qui est de la littérature, on retrouve dans l'œuvre de Zorn des allusions aux travaux artistiques d'Antonin Artaud, parfois même des hommages comme l'album Six Litanies For Heliogabalus qui est une référence directe à Héliogabale ou l'Anarchiste Couronné d'Artaud le Mômo.
Sa musique est jouée à travers le monde et de nombreuses formations telles que le Kronos Quartet, l'American Composers Orchestra et l'Orchestre de la WDR de Cologne lui ont commandé des œuvres. Ses concerts bénéficient souvent d'une mise en scène originale combinant des éléments venus de ces univers.
Son jeu de saxophone est singulier, abrupt, et virtuose. Il use fréquemment d'ustensiles divers afin d'en modifier les sonorités, s'éloignant de la musicalité traditionnelle pour tendre vers le bruit.

## Renommée et critiques
John Zorn est une figure majeure du jazz contemporain et de l'avant-garde. Il est aussi une figure symptomatique et fédératrice de la scène avant-gardiste new-yorkaise, généralement associée à la Knitting Factory. Il est aussi le propriétaire du label d'avant-garde Tzadik et du club the Stone à New York. Sa démarche de refus des académismes et des stéréotypes, et ses expérimentations parfois radicales ont exercé une influence importante aux États-Unis comme en Europe.
Le travail de Zorn dans le jazz la musique improvisée est reconnu par les critiques comme étant de premier plan, et ses concerts et enregistrements dans ce domaine reçoivent fréquemment l'éloge de la presse,,,.
Toutefois, de nombreuses critiques ont été aussi formulées à l'égard des travaux de John Zorn, en particulier pour ses œuvres les plus iconoclastes ou ses compositions. Son travail en tant que compositeur est peu apprécié du monde classique, son quatrième quatuor à cordes est qualifié d'« introspection malsaine au pathos confus », ou ses travaux des années 1980, décrits comme « un éléphant constipé coincé dans du fil barbelé ». Ses expérimentations radicales laissent parfois froid les critiques, comme son duo avec Fred Frith dans l'album The Art of Memory, où l'attitude nihiliste influencée par le punk, mène selon une critique à une « impasse esthétique ».
En 2006, John Zorn est récipiendaire du MacArthur Fellows Program.

## Œuvre

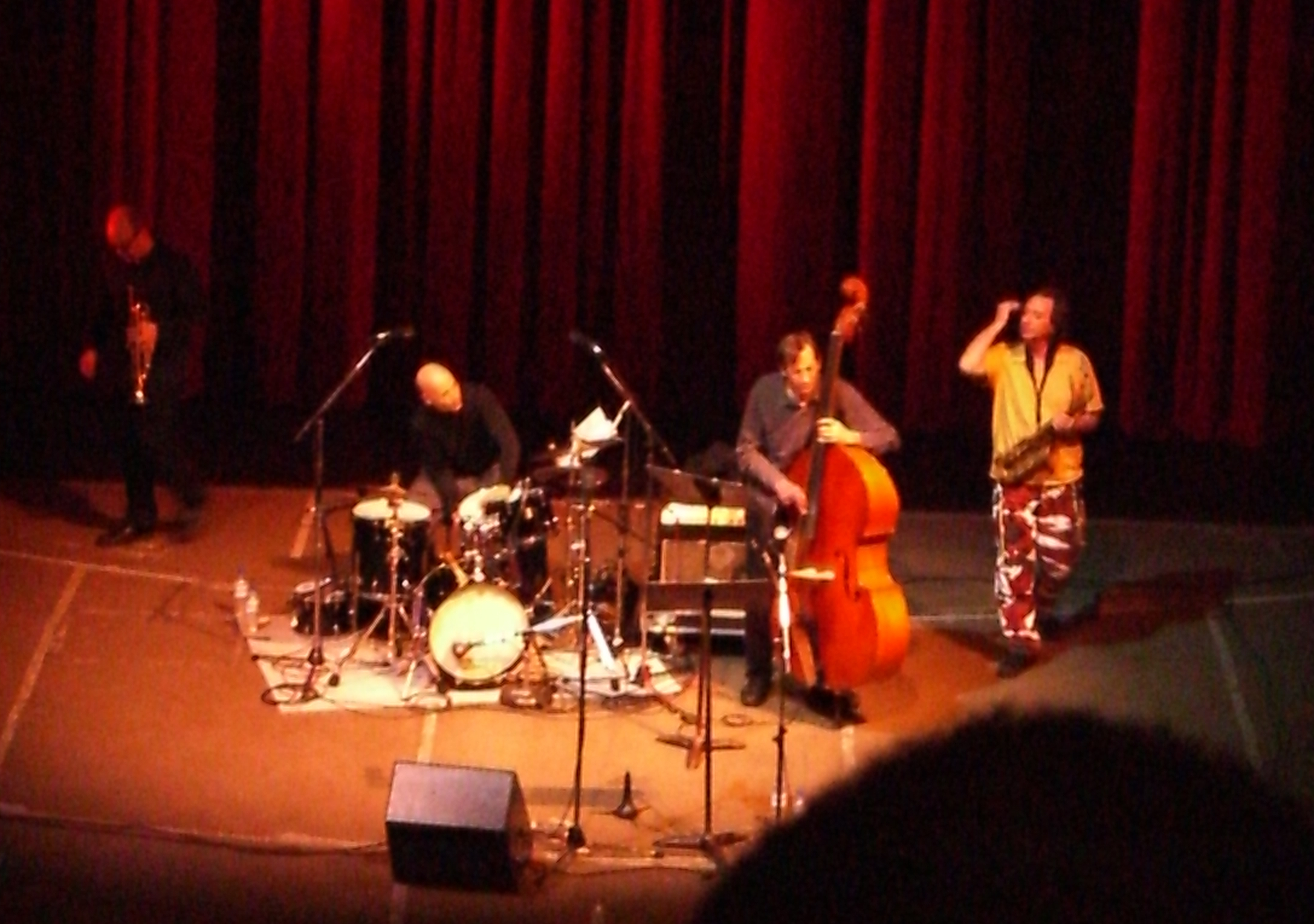
Masada en concert à Chicago.

### Ouvrages
- 2000 : Arcana: Musicians on Music, Hips Road: New York[76]
- 2007 : Arcana II: Musicians on Music, Hips Road: New York[77]
- 2008 : Arcana III: Musicians on Music, Hips Road: New York
- 2009 : Arcana IV: Musicians on Music, Hips Road: New York
- 2010 : Arcana V: Musicians on Music, Magic & Mysticism, Hips Road: New York
- 2012 : Arcana VI: Musicians on Music, Hips Road: New York
- 2012 : Arcana VII: Musicians on Music, Hips Road: New York
- 2017 : Arcana VIII: Musicians on Music: 20th Anniversary Edition, Hips Road: New York
- 2021 : Arcana IX: Musicians on Music, Hips Road: New York
- 2021 : Arcana X: Musicians on Music, Hips Road: New York

### Filmographie
- Step Across the Border (1990)
- A Bookshelf On Top Of The Sky: 12 Stories About John Zorn (2004)
- Masada Live at Tonic 1999 (2004)
- Celestial Subway Lines/Salvaging Noise (2005)
- Sabbath in Paradise (2007)
- Treatment for a Film in Fifteen Scenes (2012)